# 斎藤正治
斎藤 正治（さいとう まさはる、1930年 - 1987年3月）は、日本の映画・演劇評論家。

## 著書
- 『日活ポルノ裁判』（風媒社）
- 『権力はワイセツを嫉妬する―日活ポルノ裁判を裁く』（風媒社）